# 高文浩
（1967年8月26日—），英國保守黨政治家，於2010年起先後出任教育大臣、下議院首席黨鞭、司法大臣兼大法官、環境食物及鄉郊事務大臣、地方發展、房屋及社區大臣等多項黨內或內閣重職。他也是《泰晤士报》的专栏作家。
他出生在爱丁堡，在阿伯丁长大，后入读牛津大学玛格丽特夫人学堂，之后他开始了记者的职业生涯。2005年，他在保守党的安全选区薩里希思当选为下议院议员。他于2007年被戴维·卡梅伦提拔进影子内阁，担任影子儿童、学校和家庭大臣。
2010年英國大選和联合政府成立后，戈夫被任命为教育大臣。他试图扩大采用前工党政府的学院计划。在2013年的会议上，戈夫被全国班主任协会批评，他们的成员谴责戈夫担任教育大臣期间创造的“欺凌、恐惧和恐吓的气氛”，并对他的政策表示不信任。全国教师联合会，教师和讲师协会，全国校长和女教师联合会都通过了不信任投票。
在2014年的内阁改组中，戈夫被调任下議院首席黨鞭。2015年大选之后，他晋升为国务重臣的司法大臣兼大法官。2016年，戈夫在英国脱欧公投中发挥了重要作用，作为脱欧派的共同召集人，与鲍里斯·约翰逊一起成为了该运动的关键人物。
2016年6月30日，戈夫是鲍里斯·约翰逊竞选首相运动的竞选经理，卻在约翰逊宣布參選當天撤回對他的支持，并宣布他自己亦會參與該次保守黨领袖选举。在第一轮投票中，戈夫在特蕾莎·梅和安德里亚·利德索姆之后得票第三。他在2016年7月7日的第二轮投票中被淘汰。特蕾莎·梅被任命为首相之后，戈夫被开除，並由卓慧思接替他为大法官兼司法大臣。他於2017年6月重返內閣出任環境食物及鄉郊事務大臣。

## 早年生活
戈夫出生于1967年8月26日，本名格雷姆·安德鲁·洛根（Graeme Andrew Logan）， 其生母，时年23岁的Graham Logan，最初认为是未婚的爱丁堡学生，实际上是一名烹饪业示威者。 戈夫认为自己出生在爱丁堡，直到2019年出版的传记中透露，他出生在阿伯丁Fonthill路的一家妇产医院。 洛根出生不久后就被送去照顾。四个月大时，阿伯丁的一对支持工党的夫妇欧内斯特·戈夫和克里斯汀收养了他，并改名迈克尔·安德鲁·戈夫。 其养父经营鱼类加工业务；养母是在阿伯丁大学的实验室助理，后来在阿伯丁聋哑学校工作。
戈夫还有一个小五岁的妹妹安吉拉，这个四口之家最初住在阿伯丁Kittybrewster地区的小住宅里， 养父生意成功后搬迁到Rosehill Drive。 戈夫先后就读于两所公立小学Sunnybank小学和Kittybrewster小学， 在其小学老师的推荐下， 戈夫参加了私立的罗伯特·戈登学院的入学考试，并考入该校，这是当地最好的私立学校。  在中学里，戈夫喜欢背诵文学名著的开头段落让老师猜。 2012年10月，戈夫给他以前的法语老师写了一封道歉信，承认他曾在课堂上行为不端。 戈夫于1983年加入工党， 并于1983年大选中为该党工作。 在校外，他曾在Causewayend教堂担任主日学教师。 大学预科时，因养父生意失败，戈夫申请了奖学金以缓解家里经济压力。 他通过了奖学金考试，还担任了两年的领袖生（School Prefect）。
1985年到1988年，戈夫在牛津大学玛格丽特夫人学堂学习英语言文学， 并加入保守党。 还担任牛津大学保守协会成员、南阿伯丁选区青年保守党秘书等职务。 他也曾做过内阁和影子内阁大臣，包括彼得·莱利和迈克尔·霍华德的撰稿人。 大一时，戈夫认识了鲍里斯·约翰逊，并帮助后者当选牛津大学辩论社主席。 在接受安德鲁·金森的采访时，戈夫回忆，在牛津大学，约翰逊是“他那一代人中最出色的即席演讲者。” 而戈夫的辩论社朋友回忆戈夫是“被困在20岁身体里的40岁人。” 约翰逊卸任一年后，戈夫也当选为牛津辩论社主席。 1988年戈夫以高级二等学士学位（2:1-degree）毕业。
大学毕业后，戈夫申请进入保守党研究部工作，却被告知“不够政治”和“不够保守”，所以他转向新闻界。

## 新闻事业
戈夫的第一份工作是《每日电讯报》Peterborough专栏作家，该报时任主编马克斯·黑斯廷斯面试戈夫后提供给他这一工作。 不过戈夫没有在伦敦生活多久，就回到老家阿伯丁，在当地的新闻和杂志社任实习记者， 1989-1990年，他花了几个月的时间参与争取工会认可和代表权的罢工。 1990年至1991年， 他在苏格兰电视台担任记者，并在阿伯丁格蘭扁電視有一段短暂的工作经历。
1991年，戈夫先后跳槽到英国广播公司（BBC）的《On the Record》和第四台深夜政治讽刺节目《A Stab in the Dark》制作团队，与戴维·巴蒂尔和特蕾西·麦克劳德是同事。 1994年，戈夫加入BBC广播四台的《Today》节目制作团队。 1995 年，戈夫被《卫报》认定为“21世纪新保守党”的一员。 由于与保守党党内高层的联系，戈夫率先爆出了1995年保守党领袖选举的内幕报道。
1996年，戈夫加入泰晤士报，先后担任社论编辑、新闻编辑、周六版编辑和助理主编。 他还为报纸撰写政治和时事的每周专栏，并为《泰晤士文学副刊》、《展望杂志》和《旁观者杂志》撰稿。戈夫与鲁伯特·默多克交情匪浅， 在列文森调查之前，戈夫形容默多克是“过去50年里最令人印象深刻的重要人物之一”。 此外，戈夫以同情的笔调撰写了保守党副领袖迈克·波蒂略的传记和关于北爱尔兰和平进程的重要研究——《和平的价格》，文章将《耶稣受难日协议》比作1930年代对纳粹的绥靖。 这篇文章让他赢得了查尔斯·道格拉斯-休姆奖。
戈夫还是BBC广播四台的《The Moral Maze》和BBC二台《The Review Show》的常规小组成员。

## 政治事业

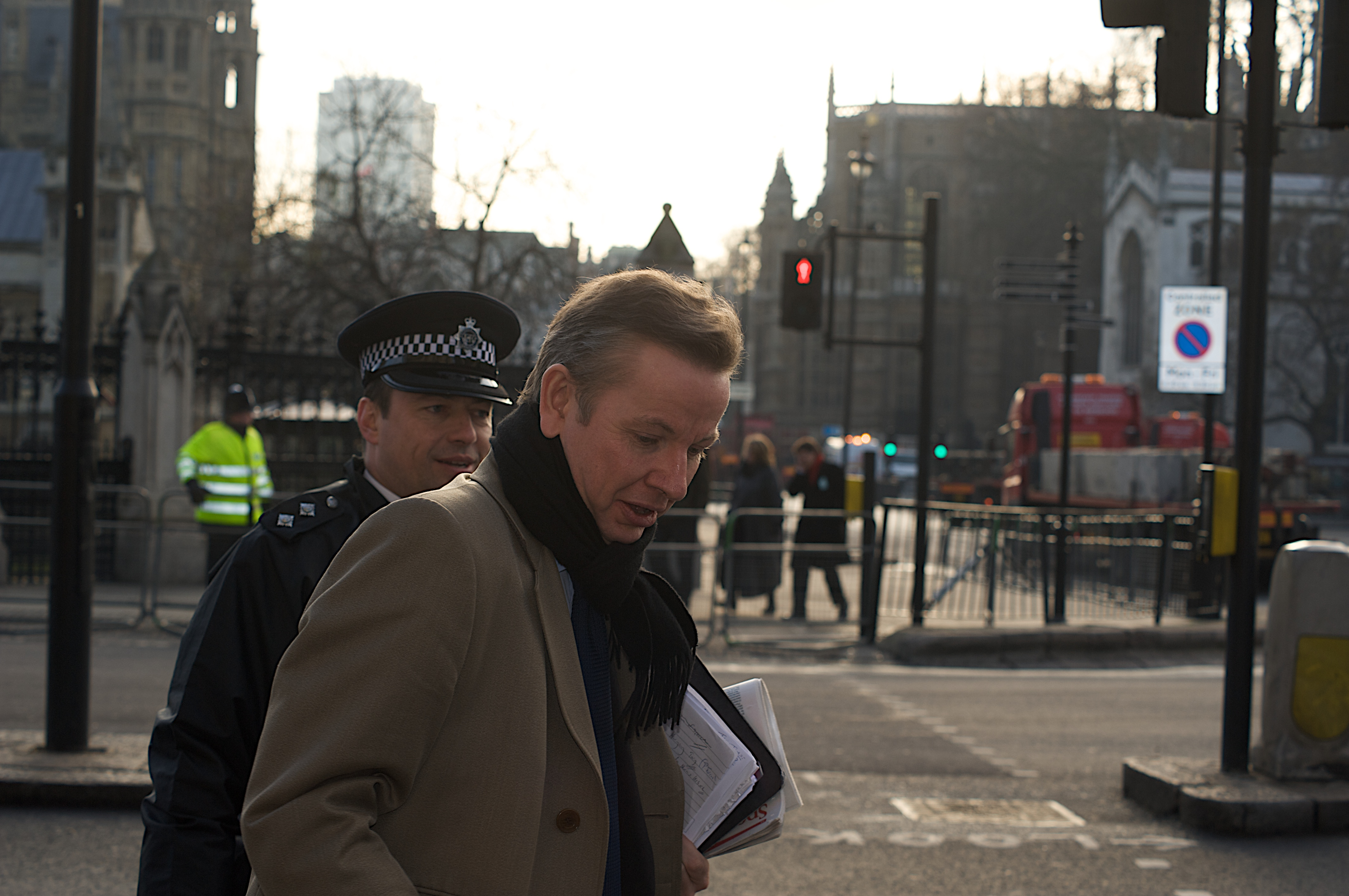
戈夫在威斯敏斯特宫外，2008年12月

2002年，戈夫与戴维·卡梅伦、乔治·奥斯本和史蒂夫·希尔顿一起创立了中右翼智库政策交流委员会，并担任首任主席。 他还参与创建右翼杂志《立场》，也偶尔为该杂志撰稿。

### 国会议员

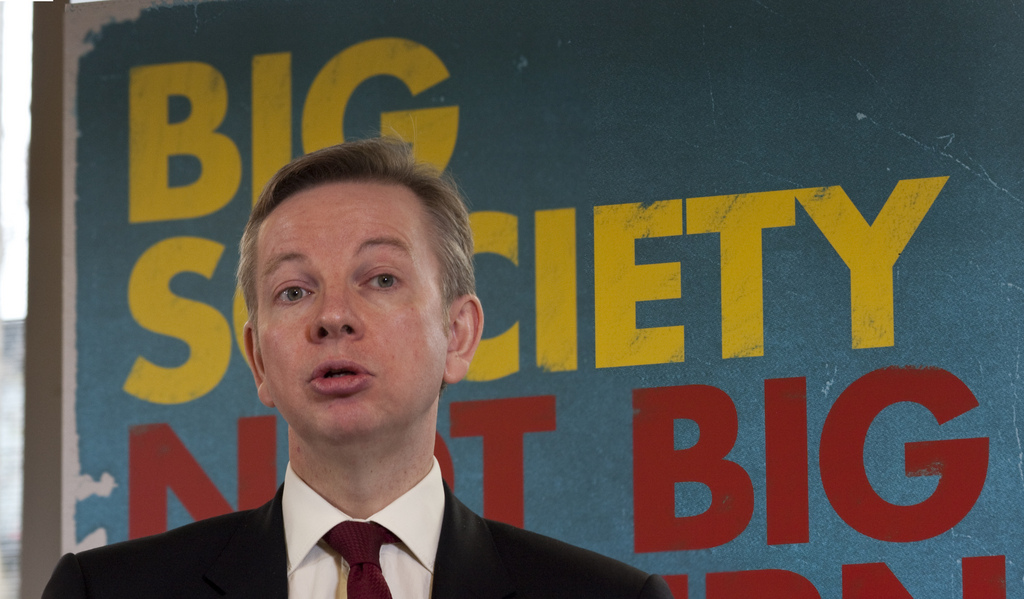
戈夫在保守党"大社会, 而非大政府" 政策启动仪式上

2005年大选前，萨里希思选区时任议员Nick Hawkins被当地保守协会取消提名，戈夫被选为新的候选人，并顺利当选进入下议院。戴维·卡梅伦在2005年12月当选为党的领袖后，任命戈夫为影子住房事务发言人。 2005年6月7日，戈夫发表了首次下院演讲，主题是国家安全。 戈夫被看作是保守党内一个有影响力的派系的成员，有时被称为诺丁山派，包括戴维·卡梅伦、乔治·奥斯本、艾德·维济、尼克·博尔斯和蕾切尔·威特斯通。
2005年12月至2006年4月的五个月间，戈夫为2002年与妻子Sarah Vine一起购买的住宅，申请报销超过7000英镑。其中大约三分之一的钱花在OKA公司购买家具，这是一家戴维·卡梅伦的岳母Astor子爵夫人创立的高档室内设计公司。 据报道，此后不久，戈夫就“翻新”了他指定的第二处房产，为此申请报销了约13,000英镑的印花税。 戈夫还要求购买一个婴儿床床垫，尽管根据最新的下议院规则，儿童用品不可报销。戈夫说将偿还婴儿床垫的费用，但坚持认为其他报销“低于家具的可接受的最低成本”，且搬家是“有效履行我的议员职责”所必需的。 戈夫在一次选区见面会后回家路上，到萨里郡的彭尼希尔公园酒店进行水疗，花费了500英镑，这也是用纳税人的税款报销的。
2007年7月2日，戈夫被提拔进影子内阁任影子儿童、学校和家庭大臣（由戈登·布朗设立的一个新部门），盯防埃德·鲍斯。戈夫主张引入瑞典式的教育券制度，即父母可以选择他们的孩子在哪里接受教育，而国家则支付他们在公立学校的费用。 还主张瑞典式免费学校，由父母管理和国家资助，并允许这些学校以营利模式经营。 在2010年大选之前，戈夫的大部分提问都是关于儿童、学校、家庭、教育、地方政府、地方议会税、外交事务和环境的。

### 教育大臣（2010－2014年）

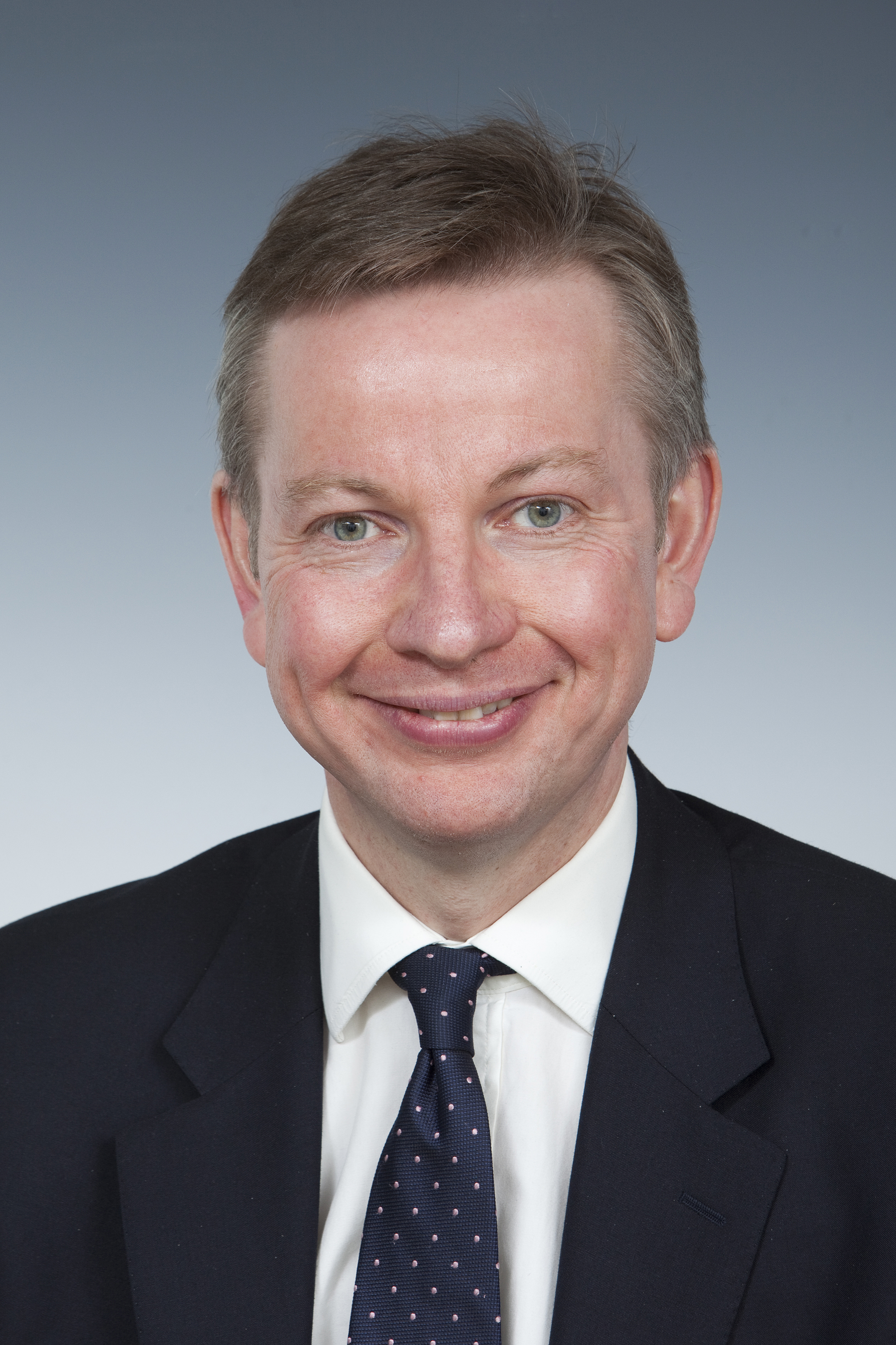
教育大臣戈夫, 2012年

2010年5月大选后，保守党-自由民主党联合政府成立，戈夫被任命为教育大臣。他的第一项计划包括重组他的部门， 还宣布计划允许由教育标准、儿童服务和技能办公室评选“优秀”的学校升格为学院制中学， 并削减了前政府的学校建设计划。 然而，因公布的削减学校建设项目名单被发现是不准确的，戈夫被迫为此道歉。该名单又经过几次修改，最终准确发布。
2010年7月，戈夫说，尽管耗资几十亿英镑，工党在试图打破社会阶层和学校等级之间的联系方面是失败的：他引用研究报告指出，到6岁时，出身富裕家庭而学力较弱的儿童与家庭背景较逊色但较聪明的孩子相比，在校表现较后者为佳，他在下议院教育专责委员会说，这种成绩的差异在学生的学业生涯中越来越大，“实际上，富裕而不慧的孩子比贫困而聪明的孩子在学校的表现更好，因为他们能利用的资源更多。”
戈夫登记的第二住所并不在其萨里希思选区内，而在相邻的西南萨里选区内，他卖掉这所住宅后，在伦敦与选区间通勤。 
在2010年保守党年会上，戈夫宣布将重组英国小学和中学的国家课程，作为计划的一部分，英语课恢复学习拜伦勋爵、约翰·济慈、简·奥斯汀、查尔斯·狄更斯和托马斯·哈代等作家的作品，以提高儿童对英语文学和语言的掌握。学院制中学不需要遵循国家课程，因此不会受到改革的影响。新考试规则会受到惩罚那些不能连贯、按照语法写作，并且拼写错误的儿童。历史学家西蒙·沙玛将向政府提供建议，以确保学生学习英国的“岛国故事”。数学和科学的学力标准也将得到提高。戈夫声称这是必要的，因为左翼意识形态破坏了教育。他的观点是，学校“不应该教授传统的知识，要求孩子们刻苦学习，或沉浸在如历史事件的日期或数学乘法表等任何老式的东西。这些意识形态可能受到远大理想的启发，但他们的做法最终会使无数的孩子被丢进无知的监狱。”
2011年3月，戈夫因不了解学校建筑的重要性而被批评，并被指控歪曲成本。 2011年2月，他向国会提供了“不完全真实的信息”：称一位建筑顾问年薪为100万英镑，而其实在四年时间里，雇用五位建筑顾问的花费是70万英镑。 他告诉一个免费学校会议，“这个房间里没有人会使建筑师更富有”，他还特别提到建筑师理查德·罗杰斯。
戈夫一直是被反复批评试图逃避《英国信息自由法》的某些规定的关键人物。批评包括戈夫使用各种私人电子邮件帐户来发送涉嫌与他的部门职责有关的电子邮件。这些指控表明，戈夫和他的顾问们相信他们可以避免他们的通信受信息自由的要求，因为他们认为他们的私人电子邮件帐户不受信息自由法案的约束。2011年9月，金融时报报道说，戈夫使用了一个未公开的私人电子邮件帐户“Mrs Blurt”，与顾问讨论政府工作。 2012年3月，英国信息专员裁定，由于《金融时报》申请的电子邮件包含公共信息，因此可以成为信息自由申请的对象，所以命令披露该文件的信息。 戈夫和他的顾问销毁了电子邮件通信，以避免信息公之于众。教育部否认了这一指控，称删除电子邮件只是良好的计算机内务管理的一部分。
戈夫对信息专员的裁决提出异议，然后前往法庭，偿还纳税人支付的12,540英镑的法律咨询费， 但上诉被撤回。
2012年6月，迈克尔·波蒂略说戈夫可能是未来保守党领袖的严肃竞争者， 虽然戈夫在接下来一连几个月的采访中都表示：“我在本质上无能为力，（做党领袖）需要无法定义的特殊额外素质，我知道我没有它。那就是沉着、抗渗性和胆量。生活中有些事最好不要去尝试。”

#### 建设未来学校和学校资本项目
2011年2月，一项司法审查裁定戈夫在六个地方当局削减建设未来学校（BSF）项目的决定是非法的，因为他在强制实施削减之前没有咨询郡、市议会。 法官还说，在其中五起案件中，政府败诉的理由是“太不公平，相当于滥用权力”，“无论经济上的压力多么大，没有什么压倒一切的公共利益，能证明排除协商或证明没有任何协商是合理的。” 郡、市议会的回应是，政府必须重新考虑，但政府说它已经在重大问题上赢了。 法官明确指出，与郡、市议会的立场相反，他们不能指望他们的项目将得到资助。

#### 考试和课程改革
戈夫对考试制度的看法在2014年12月公布1986年的档案文件后变得清晰。普通中等教育证书（GCSE）是基思·约瑟夫爵士的心血结晶，撒切尔夫人认为这一制度缺乏严谨性，强烈反对之。当年，与教学联盟工会要求背道而驰的新考试方案被撒切尔夫人立即采用，纯粹是为了不显得软弱。虽然戈夫有意推出取代普通中等教育证书的新制度，为没有成功，其特别顾问多米尼克·卡明斯描述1986年的决定是灾难性的，导致考试制度完整性的崩溃。
在2010年11月的白皮书中，戈夫宣布，16岁以下学生强制学习外语，并改革学校排名表，其中参加普通中等教育证书考试五门核心科目（英语、数学、科学、一门外语和一门人文学科）的学生数量多的学校，其排名也将相应提高，也为小学确立了目标。 白皮书还建议，实习教师将在教室里度过更多时间，对教师资格申请人进行更严格评估（包括对性格和情绪智力的测试），且将返聘并培训一些退休教师，以改善教师队伍专业素质。教师也应该得到如何在搜查学生更多违禁物品的指导，包括手机和色情物品，以及使用体罚的时机。

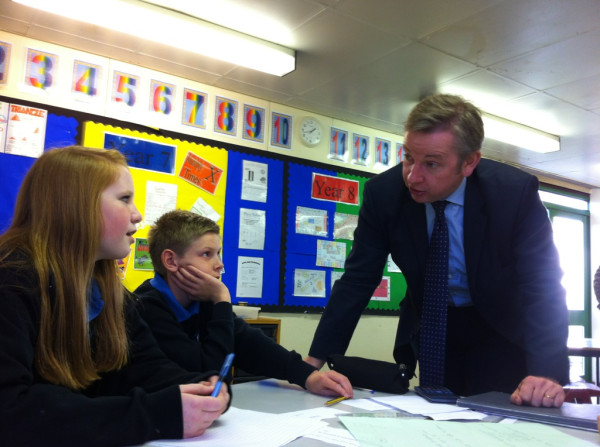
教育大臣戈夫在伊普斯威奇的Chantry高中

2011年4月，戈夫批评学校没有学习20世纪前的经典作品，并指出“英格兰限制性和未改革的考试制度”未能鼓励孩子阅读。他还指责了一种“反智文化”减低孩子们的成就，“当期望值被设定得更高时，孩子们会受益。” 2011年6月，戈夫呼吁学生“在基本科学原理中生根”，并举学生将开尔文的热力学定律张冠李戴给艾萨克·牛顿爵士的例子，他批评了“对科学的无知”。
2012年6月，《每日邮报》曝光了被泄露的政府计划：拟废除普通中等教育证书考试，恢复普通水准普通教育证书考试，并允许学力较差的学生选择其他的学力资格。自由民主党人声称，这些计划没有与副首相尼克·克莱格讨论，后来，一些教师、工会和工党议员也严厉批评； 这些计划在内阁级会议上与卡梅伦首相讨论过，随后，YouGov网站星期日民意调查显示，公众对这一政策的支持率50％至32％之间。 大伦敦市长鲍里斯·约翰逊称赞这一计划，他说“可以...为我的老朋友戈夫及其辉煌的新戈夫式成就高唱赞美诗。” 泄漏的文件还表明，戈夫打算创建一个单一的考试委员会来组织所有的考试，并废除现行的国家课程。然而，威尔士和北爱尔兰的教育厅长们“反驳”说，在宣布对全国通用的资格证书拟议改革之前，沟通是很重要的。
2012年9月，普通中等教育证书英语成绩减分风波发生后，戈夫12日回答议会教育专责委员会的问题时，表明拒绝指示资格考试办公室进行干预， 并攻击威尔士教育部门对有争议的普通中等教育证书成绩重新评分的行为“不负责任和错误”。 9月17日，戈夫在下议院正式宣布英语、数学、科学以及人文科目和外语的英格兰中学文凭证书将取代普通中等教育证书，新办法将于2017年实行。该计划于2013年2月被国会驳回。
2013年2月，英国教育部发布了国家课程历史研究课程草案后不久， 英国几大历史学家组织的代表致函观察者杂志，对草案内容及其设计方式表达“严重保留”。他们认为该课程 "过于狭隘地只关注英国历史"，并认为按照严格的时间顺序安排历史教学意味着学生只能在课程早期阶段了解前现代历史。
2013年3月，100名学者发布一封联名信：“警惕迈克尔·戈夫的新国家课程的危险。”认为戈夫的课程过于强调对事实和规则的记忆，而非理解，并将导致更多的死记硬背。戈夫反驳说，“有好的学术界和坏的学术界。” 戈夫最亲密的顾问形容这就像是“清洗工作”。 作为回应，这封信的一位连署人认为，戈夫“盲目、救世主式的自负，导致他一直忽视教师、校长、顾问和学者的专业知识和智慧，尽管他经常声称咨询过他们”， 作为英国重要的教育家之一和在40年来英国小学教育最主要的评论家，剑桥大学的罗宾·亚历山大宣布：“质问是否滥用民意这一点肯定是正确的，因为允许持有不同的意见是民主国家政府的标志。” 一位高级公务员随后承认，拟议的中学课程中最具争议的部分，是教育部内部闭门造车订立的，没有征求专家的意见。
2013年5月，早先曾支持戈夫历史课程改革的西蒙·沙玛爵士，发表了题为《可笑的科目购物清单》的严厉演讲，表明反对改革的立场，他将最终的改革建议称为“侮辱和冒犯”和“迂腐和乌托邦”。沙玛在海艺文学艺术节上敦促观众：“告诉戈夫你的想法，让他知道。” 6月，泄露的文件显示，政府的课程咨询小组某成员描述了改革进程，称：“（咨询小组）有非常混乱的感觉。这是目前政府政策的典型：他们决定事情不经仔细研究，也不听任何人的建议，就出台重大改革措施。”
2013年9月，罗宾·亚历山大说，对小学一级国家课程的拟议改革是“新维多利亚式的”，“在教学上不仅不适当还会产生反作用”。 10月，包括卡罗尔·安·达菲、梅尔文·伯吉斯和迈克尔·罗森在内的200余位来自牛津大学、布里斯托尔大学和纽卡斯尔大学的学者在泰晤士报发表公开信，谴责戈夫的改革，警告这对儿童及其教育造成的“巨大”和负面风险。 同月，牛津大学的招生负责人警告说，中学阶段改革的时间表会“破坏英国教育制度”。

#### 创造论学校
2012年6月，戈夫批准了三个学校教授创造学派，如桑德兰市的葛瑞登山基督教学校，于2012年9月启用。这导致了人们对教育部（DfE）允许教授的创造论或智设论这两门学科是否符合科学标准的担忧。 其他两所学校表示，创造论将会在宗教教育而不是科学中教授。 英国人文协会（BHA）表示，在任何教学大纲中教授创造论是不可接受的。 2014年，教育部同意了BHA的呼吁，禁止在国家资助的英国学校（包括学院和自由学校）将创世论作为科学来教授，并要求这些学校必须教授进化论。

#### 儿童之家丑闻和数据保护规则

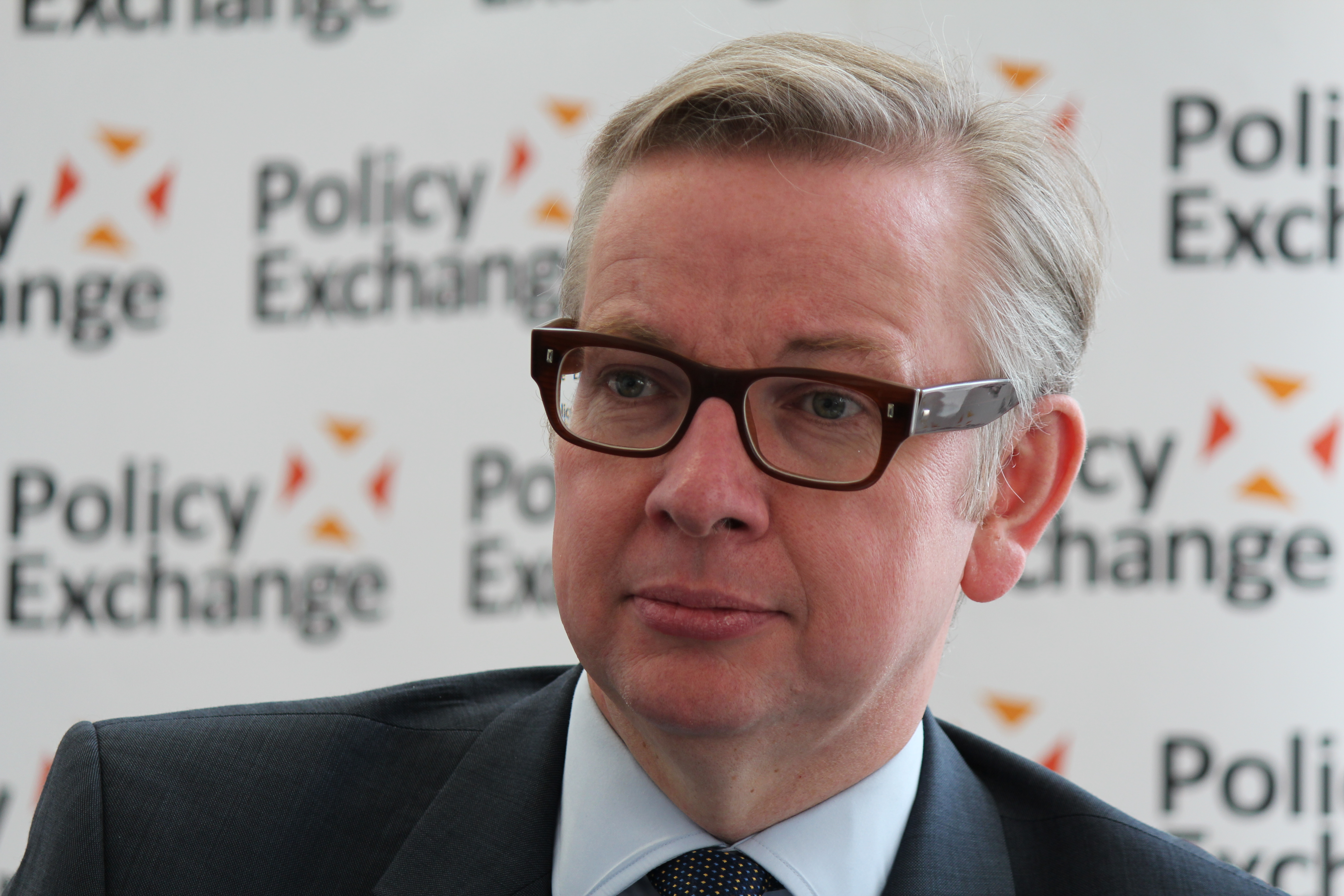
戈夫出席2013年政策交流智庫

2013年9月，戈夫为每日电讯报撰写的文章泄露了教育部没有保存英国保留儿童之家（护理院）登记册的消息。戈夫为自己失察于教育部没有保存这些信息表示惊讶和自责，并声称“资格考试办公室（Ofsted）通过‘数据保护’规则、‘儿童保护’问题和其他令人困惑的规定阻止了我们、甚至是与警察共享数据。”
戈夫的言论当天就被文化部的英国信息专员克里斯托弗·格雷厄姆爵士驳斥，他指出，数据保护法中“没有任何东西”阻止脆弱的青年人在护理院得到适当的保护。格雷厄姆指出，“他的法律涵盖了人们的信息，所以它不会泄露非个人信息，如护理院的位置”，并说他会致信戈夫和教育部总督学迈克尔·威尔肖爵士讨论此事。

#### 社会工作培训
2013年11月，戈夫在全国防止虐待儿童协会发表演讲，他认为社会工作培训涉及 "怀着理想主义的学生被告知，他们将要面对的工作对象被社会剥夺了权力"。戈夫认为，学生们被 "鼓励将[服务对象]视为社会不公的受害者，他们的命运绝大部分是由经济力量和固有的不平等现象决定的，这些现象在我们的社会中很常见"。他建议，应提高社会工作课程的智力要求。戈夫解释说，社会工作者的培训对他个人而言是很重要的，因为他自己在四个月大的时候就被收养了，因此可以说社会工作者改变了他的生活。
教育大臣任内，戈夫要求前监狱总监、巴纳多基金会首席执行官马丁·纳雷爵士对社会工作教育进行审查。纳雷随后提出了18条建议，称这些建议可以用 "最低成本 "来实施改革。纳雷呼吁提高实践技能水平，并认为招收的一些学生并不能胜任社会工作。他发现，课程标准差异很大，呼吁提高最低入学门槛，并使社会工作课程标准化。

#### 白金汉学校事件
2014年6月，内政部和教育部的大臣们就伯明翰学校木马行动的责任问题进行了非常公开的争论， 首相卡梅伦出面调停。 首相要求戈夫向内政部安全和反恐办公室主任查尔斯·法尔道歉，因为批评法尔的简报是戈夫泄露给泰晤士报的，还命令梅解雇了她最信任的顾问。

#### 教育界的批评
戈夫因试图彻底改革英国教育被而教授等专业人士批评。在2013年3月的教师和讲师协会（ATL）年会上，通过了对戈夫的不信任议案。
4月的全国教师联合会（NUT）年会上，一致通过了对戈夫的不信任投票，这是该协会的史上首次执行这样的动议，并呼吁戈夫辞职。NUT会议的与会者被告知，戈夫“失去了教学专业人士对他的信心”，“未能以与国家教育系统负责人相称的方式履行职责”，以及“选择基于教条、政治考虑和他自己有限的教育经验而施政。” 戈夫在2013年5月全国班主任协会（NAHT）的会议上被进一步批评，全国教师联合会、全国校长协会和女教师工会（NASUWT）声称在戈夫任内存在欺凌、恐惧和恐吓的氛围。
教师薪酬、养老金和工作量的变化也引起了争议。上述三个协会于2013年10月在一些地方进行了罢工， 虽然避免了全国级罢工。 2014年3月，在与政府谈判失败后，举行了全国性罢工，1万余所学校受到影响。
戈夫的妻子萨拉·维恩指责对戈夫的改革心怀不满的社会主义者向他们家发出了 "恶毒和咄咄逼人 "的死亡威胁，并说她曾考虑因这些威胁而带着两个孩子迁居意大利。
在联合政府上台之前，YouGov对教师群体投票意向的调查发现，33％支持保守党，32％支持工党，两党平分秋色；2014年，民意调查发现，只有16％的教师支持保守党，57％支持工党。

### 政府党鞭长（2014－2015年）
2014年7月15日，内阁大规模改组，戈夫结束在教育部的四年任期，改任下院党鞭长，财政部副大臣妮基·摩根代替他成为教育大臣。 这被他的反对者描述为降级，虽然首相卡梅伦否认。 戈夫告诉BBC新闻，他对开始新角色有着复杂的情感，称成为党鞭长是一种殊荣，但离开教育部是“解脱（wrench）”。
该职位与教育大臣相比降薪30,000英镑，但戈夫在电视和广播中扮演的特定媒体角色 "比传统的党鞭长要多"。 戈夫上任党鞭长第一天，就因为错过即将进行的反对党十分钟规则法案而被影子下院领袖安吉拉·伊格尔嘲笑。当时，戈夫正在与大堂洗手间外的工党议员比尔·埃斯特森交谈，议事厅里已传出“同意”的声音（开始表决的信号）。伊格尔说：“他不仅错过了他的第一次投票，还设法陷入到错误的大厅的洗手间里，他几乎把自己的鞭子弄断了。” 新任下院领袖威廉·黑格没有否认事件发生，并在下院为戈夫辩护:“知道哪位议员在哪个大厅的哪个洗手间里对党鞭长来说是非常重要的信息，我把这作为他勤奋履职的证据。”

### 司法大臣（2015－2016年）

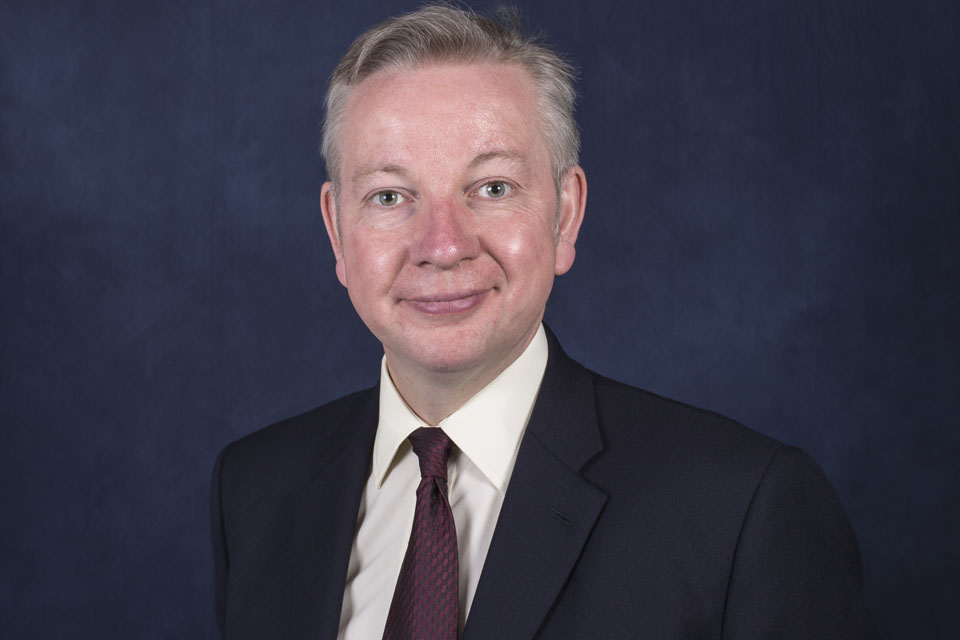
司法大臣戈夫，2015年

2015年大选之后，卡梅伦首相在新成立的内阁中提拔戈夫担任大法官兼司法大臣。 2015年12月，戈夫废除了前任克里斯·葛瑞林增加的法院费用，而受到赞扬。 该费用受到了严重的批评，其中包括导致无辜者因不能负担费用而被迫认罪的情况。 戈夫还取消了由葛瑞林引入的监狱限带12本书的规定，认为书籍提高了囚犯读写能力和计算能力，使囚犯获得成为“社会的潜在资产”所需的技能。这一举措从2015年9月开始，受到霍华德刑法改革联盟的弗朗西斯·库克的欢迎。戈夫还因他在废除英国与沙特监狱合同方面的突出作用受到赞扬，但此举被外交大臣菲利普·哈蒙德批评。
戈夫上任后三个月内，刑事律师协会认为他们工作报酬较低而投票决定停止接受新业务，以抗议戈夫仍然要求他们接受较低的报酬。 刑事律师协会还称赞他不再坚持提议削减法律援助的“勇气”。 2016年7月14日特蕾莎·梅首相上台后，戈夫不再担任司法大臣。
2015年，戈夫取消了为沙特阿拉伯的监狱提供服务价值590万英镑的合同，《卫报》报道，取消的原因是“英国政府不应该协助一个使用斩首、石刑、钉十字架和捆绑作为惩罚形式的政权。”外交大臣菲利普·哈蒙德据报告指控戈夫天真。

### 英国退出欧盟运动

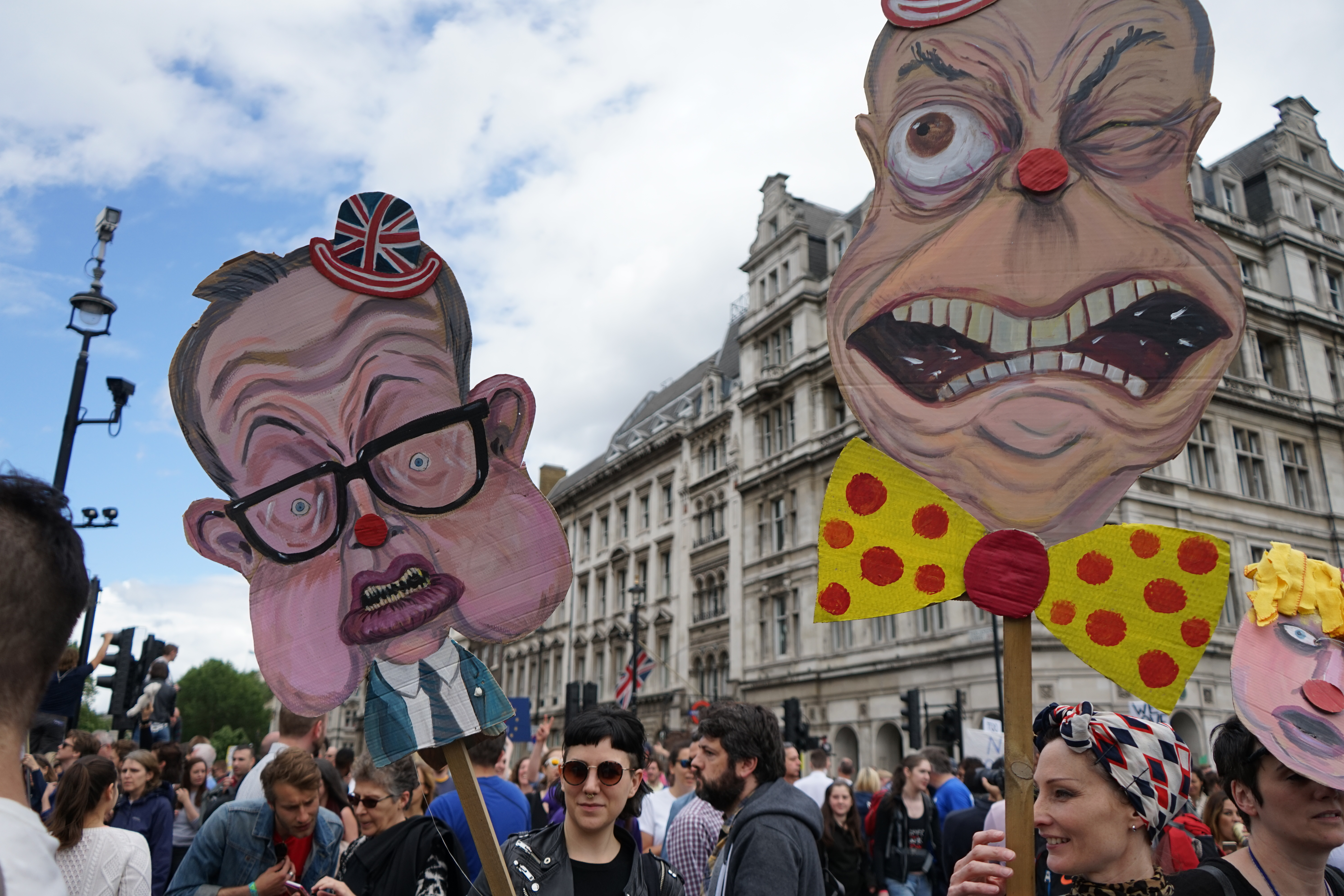
亲欧盟的游行者高举戈夫（左）和奈杰尔·法拉奇的头像看板

戈夫是2016年公投离开欧盟运动中的一个重要人物，他将自己站在脱欧一边的决定描述为 "我政治生涯中最困难的决定"。 戈夫及其家人在首相卡梅伦的契克斯别墅度过圣诞节，根据记者克雷格·奥利弗（Craig Oliver）说，当时卡梅伦得到的印象是戈夫将支持留在欧盟。 2016年3月初，戈夫与工党议员吉塞拉·斯图尔特一起被任命为 "投票脱欧 "的联合召集人，并负责主持竞选委员会的工作。
戈夫认为英国脱欧后将“更自由、更公平和更美好”。 而且 "在我们投票离开的第二天，所有的牌就都在我们手中，我们可以选择我们想要的道路。" 在一次采访中，有人声称没有专家支持这一观点，戈夫说"这个国家的人已经受够了一堆首字母缩略组织的专家说他们才知道什么是最好的，但他们一直是错的。"  然而，记者费萨尔·伊斯兰在“专家”一词之后打断了戈夫的讲话， 使一些消息来源错误地报道戈夫说"人们已经受够了专家"。 2021年，牛津大学副校监路易丝·理查森说，由于这些评论，她对戈夫是本校校友感到 "尴尬"。
在戴维·卡梅伦的回忆录《记录在案》中，卡梅伦将这一时期的戈夫描述为 "狡诈"，并补充说：“有一种品质很突出，就是不忠诚。对我不忠，后来对鲍里斯[约翰逊]也不忠。”

### 保守党领袖候选人（2016年）
在戴维·卡梅伦宣布他打算辞去首相之后，其继任者可能在9月就职，戈夫当时还不是候选人，过去他曾多次说过没有兴趣成为首相。 相反，他被认为是强大而有影响力的首相候选人鲍里斯·约翰逊的支持者。然而，2016年6月30日，原本是约翰逊正式宣布参加领袖选举的日子，当天早上，戈夫不再支持约翰逊，并宣布自己是2016年英國保守黨黨魁選舉的候选人，约翰逊事先则没有接到没有任何通知，这是一个让绝大多数政治观察家们惊讶的举动。随后，约翰逊退出领袖选举。
《每日电讯报》指出，戈夫破坏约翰逊成为领袖愿望的行动堪称了“一代最壮观的政治暗杀”， 而《卫报》将其称为“马基雅维利式的举动”。
戈夫说：“我想帮助建立一个团队支持鲍里斯·约翰逊，使一位支持脱欧的政治家可以带领我们走向更美好的未来。但是，我不情愿地得出结论，鲍里斯没有领导力，也不能完成建立未来团队的任务。因此，我决定提名自己参加领袖选举。我希望就国家现在要走的道路进行公开和积极的辩论。无论这场辩论的结果如何，我都会尊重它。在接下来的几天里，我将为英国制定我的计划，我希望能够提供团结和变革。”
2016年7月5日，戈夫在保守党（英国）领导大选中排名第三，2016年落后于特蕾莎·梅和安德利娅·利德索姆；后者获得了鲍里斯·约翰逊的认可。一些政治分析家预测，如果戈夫在第一轮投票中无法击败利德索姆，他可能会退出。 当天晚些时候，1922委员会宣布特蕾莎·梅赢得了第一轮投票，得到165人的支持，而安德利娅·利德索姆获得了66票，戈夫以48票列第三。 戈夫在第二轮投票中被淘汰了，只得46票，而梅得199票，利德索姆84票。 戈夫随后告诉媒体，他“自然失望”，并把两位对手描述为“强大的政治家”，欢迎下一位女首相。他还鼓励“文明、包容、积极和乐观的辩论”。

### 回到后座

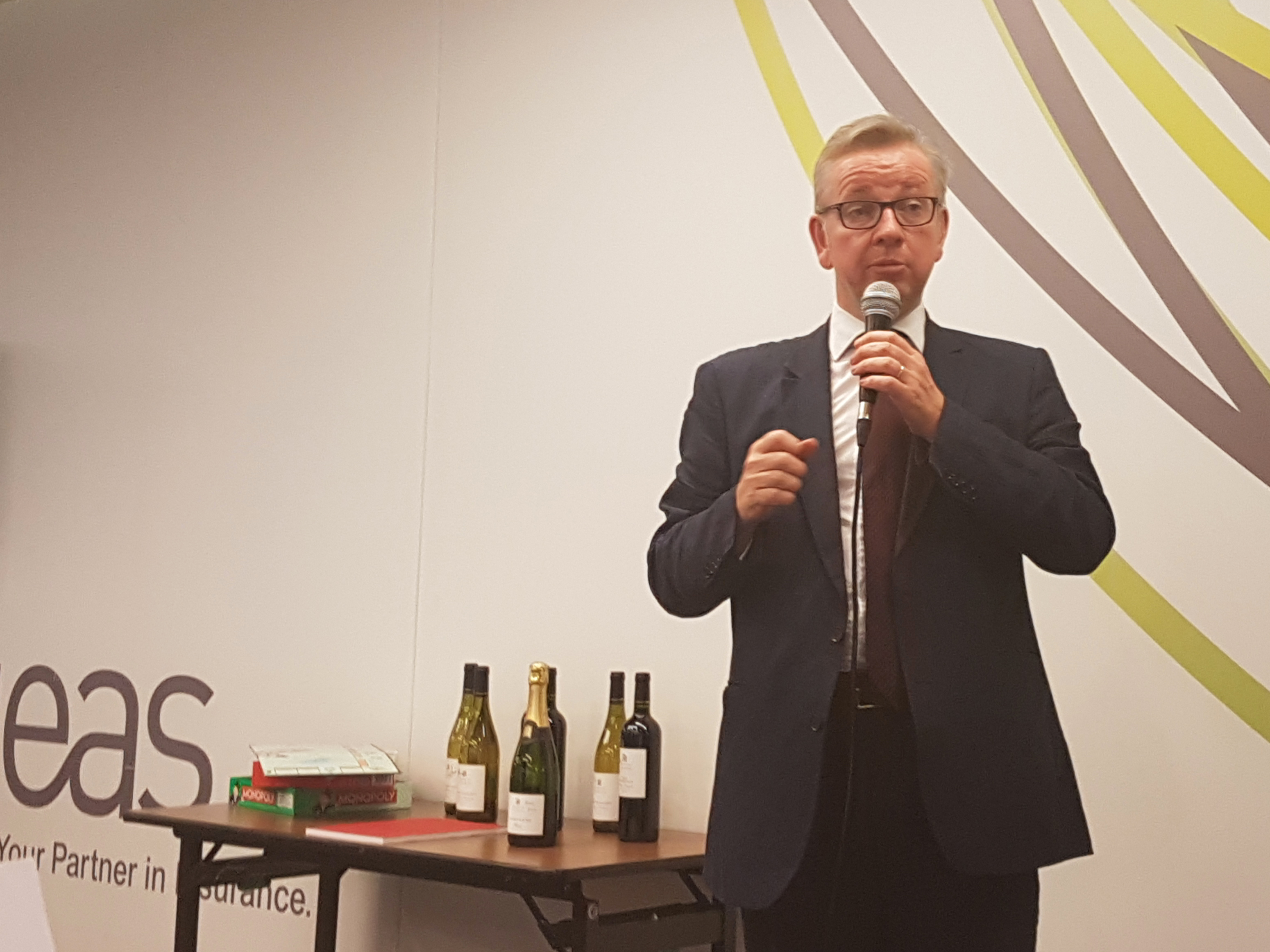
2016年7月15日，戈夫被解除司法大臣职务后的第二天，在晚宴上发表讲话。

2016年7月14日，戈夫被首相特雷莎·梅解职。据天空新闻的乔恩·克雷格说，梅与戈夫进行了约两分钟的会晤，戈夫被告知“去后座学习什么是忠诚。”
在脱欧公投之后，前副首相尼克·克莱格指责戈夫为《太阳报》报道伊丽莎白二世女王在温莎城堡的私人午餐中发表支持脱欧言论的消息来源。克莱格在英国广播公司的一部纪录片中说，戈夫“显然传出了这话--嗯，我知道他做到了。” 戈夫婉拒否认泄露女王言论，《太阳报》说它有“多个消息来源”，并相信其报道是真实的。
2016年10月，戈夫当选为下院与欧洲关系专责委员会委员。 当月，他被《泰晤士报》重新聘用，担任每周专栏作家和书评人。 除了参加该报政治团队的会议，戈夫还被派往美国报道即将举行的总统选举中的竞选集会。
2016年12月戈夫为离欧派的一个有争议的主张辩护，即当英国离开欧盟后，每周额外增加3.5亿英镑可用于国民保健系统，戈夫说这个数字是可靠的，应由政府来决定如何使用它。
2017年1月，戈夫以《泰晤士报》专栏作家的身份，与《图片报》的凯·德克曼一起对唐纳德·特朗普进行了美国大选后首次英国人对其的采访， 戈夫成为继奈杰尔·法拉奇之后第二位与美国当选总统会面的英国政治人物。 尽管他更希望希拉里·克林顿能成为美国总统， 但他的采访和赞美被认为对于当选总统来说还是太过了， 戈夫对特朗普竖起大拇指的照片在社交媒体上引来一片嘲弄。 在采访中，特朗普说，由于自己母亲来自苏格兰，他对英国很有好感。 特朗普还表示支持英国脱离欧盟，描述投票脱欧“如此聪明”，并赞扬了英镑的贬值。 他还许诺美国会在英国脱欧后与英国达成自由贸易协议，但英国内阁大臣们已经警告特蕾莎·梅首相不要答应特朗普许诺的任何不会给英国和美国带来实际利益的贸易协议。

### 环境、食品和乡村事务大臣（2017－2019年）

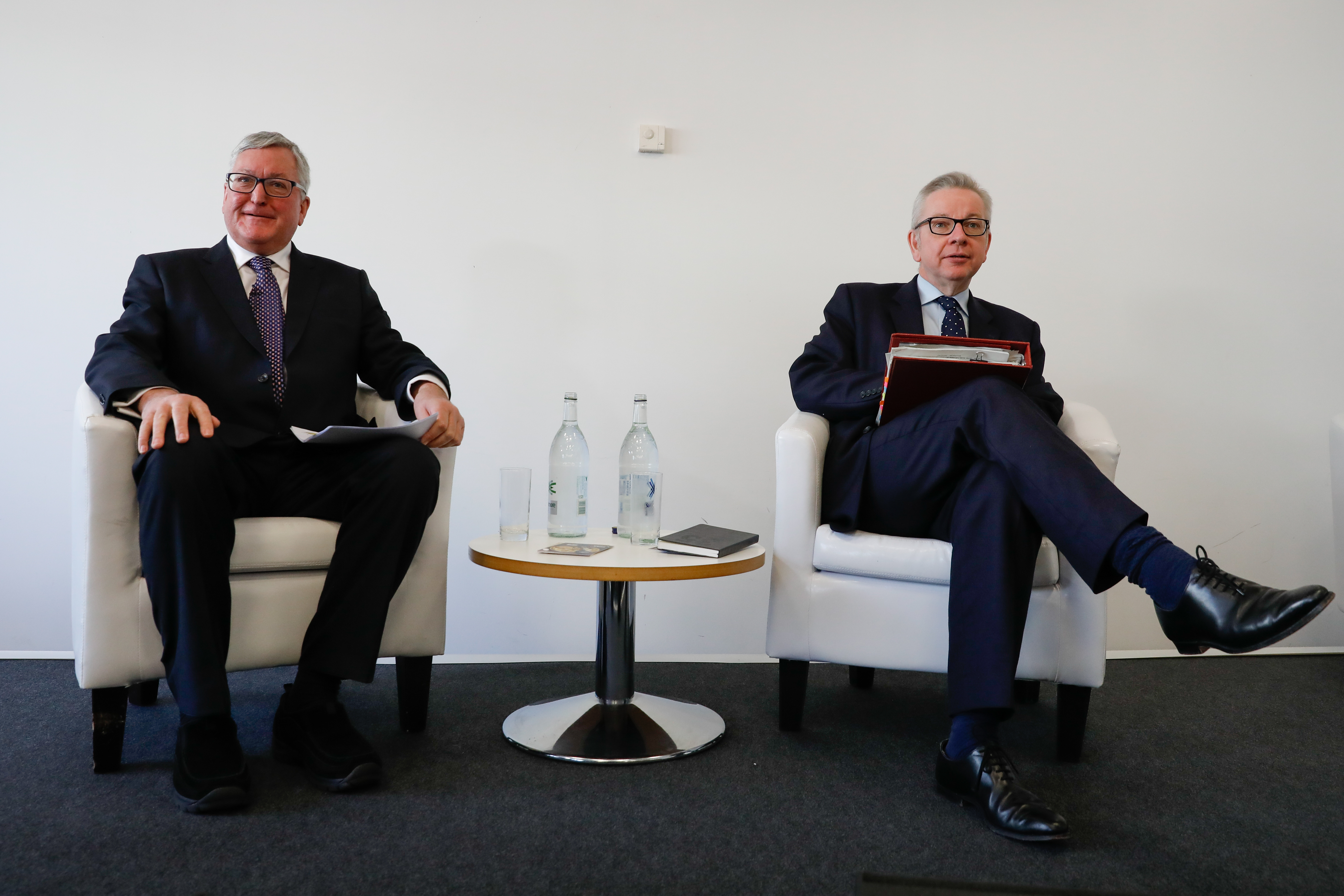
2019年2月，戈夫与苏格兰政府环境和岛屿厅长Fergus Ewing

2017年大选后，梅首相改组内阁，戈夫回归内阁担任环境、食品和乡村事务大臣。 戈夫原估计自己会在后座度过相当长的时间，对能这么快回到内阁颇感惊讶。
戈夫上任后宣布，将在2017年底前做好塑料微珠禁令的准备。2018年初正式实施。这意味着制造商不能再生产用于化妆品和护理产品的塑料微珠。另一项禁令于2018年6月出台，停止商店销售含有塑料微珠的产品。禁令背后的原因是为了阻止塑料微珠对海洋生物的伤害。
2017年7月，戈夫宣布，由于空气污染，将实施燃油汽车禁令。他说，禁令将在2040年之前生效，并终止在英国销售新的燃油汽车、卡车、货车和巴士，这些汽车都有汽油和柴油发动机。插电式混合动力汽车不在禁止之列。
戈夫推出了对新烟碱类等危害蜜蜂的杀虫剂的禁令。 英国绿色和平组织执行董事约翰·索文称赞他在危害蜜蜂的杀虫剂、一次性塑料瓶和内燃机的未来等问题上立场坚定"，并补充说“戈夫在环境政策上违背了许多人的期望”。
2017年10月，戈夫为失言道歉，他讲的一个笑话将bbc《今日》节目的艰难采访比作与哈维·温斯坦的性接触。 批评者认为性虐待指控不是一个合适的笑话主题。
2017年12月，戈夫宣布新政策，所有屠宰场都将使用闭路电视，海狸将被重新引入英国。
戈夫因任命金融家本·戈德史密斯担任环境、食品和农村事务部的非执行董事而被批评， 因为戈德史密斯此前曾向戈夫的萨里希思选区 捐献过现金。人们还对该职位的遴选过程表示关切，遴选过程由戈德史密斯的投资公司Menhaden Capital Management的主席伊恩·切希尔爵士监督。
戈夫施政的一个的重要领域是出台了有关动物福利的法律。虐待动物罪的最高刑罚提高了，对政府部门使用的动物，如警犬和马的保护也提高了。 2018年还出台了关于象牙贸易的 "全球最严厉的禁令 "。
2018年11月，退出欧盟事务大臣多米尼克·拉布因英国脱欧协议而辞职后，梅首相考虑由戈夫担任这一职位。但在梅告诉戈夫试图重新谈判脱欧协议是 "没有机会的 "之后，戈夫拒绝担任该职。
2019年1月，在戈夫针对工党领袖杰里米`科尔宾的一次 "精彩（barnstorming） "演讲之后，梅挺过了对其政府的不信任投票。 这次演讲获得了媒体的极大关注，它攻击了科尔宾的外交政策记录，《华盛顿检查者报》的汤姆·罗根将其描述为 "一次强有力的巡演。它愤怒但不狂热，热情但不阴沉，智慧但简单明了。
2019年3月，戈夫辩称，"我们当初投票决定脱欧并不是为了今天的无协议。这并不是我帮助领导的那场运动要传达出的信息。当时，我们说我们应该与欧盟达成协议，并成为横跨冰岛到土耳其的整个欧洲的自由贸易协议网络的一部分。"
2019年4月，在与 "反抗灭绝 "组织会面后，戈夫表示，他同意活动人士的观点，即公众需要对气候变化有更深层次的理解，但他拒绝在英国宣布气候紧急情况。 尽管如此，国会通过了宣布气候紧急状态的动议。
2019年5月，戈夫提出《马戏团野生动物法》，禁止在英格兰的巡回马戏团中使用野生动物。

### 再战党领袖（2019年）
2019年5月26日，戈夫宣布他将在梅辞职后参加保守党袖选举，成为第八位参加竞选的候选人。 他承诺，如果当选，将取消对欧盟国民申请英国国籍的收费， 并以 "更简单的销售税 "取代增值税。 还计划取消2号高速铁路项目，并将学校经费增加10亿英镑。
到2019年6月5日，约翰逊成为博彩公司的头号热门，戈夫是第二名，杰里米·亨特紧随其后。 6月，有报道称戈夫在20多岁做记者时服用可卡因。 戈夫表示，他对这样做感到后悔，并认为这是一个错误。 在1999年12月为《泰晤士报》撰写的一篇文章中，戈夫曾反对毒品合法化，并批评中产阶级要求这样做是虚伪的。 这是戈夫竞选活动的一个转折点。对此，克雷格·奥利弗表示，这将对他的竞选产生负面影响，而同为领导人候选人的多米尼克·拉布则表示，他 "钦佩[戈夫]的诚实"。
戈夫在第五轮投票中被淘汰，约翰逊与亨特进入决赛。

### 內閣辦公廳（2019－2021年）

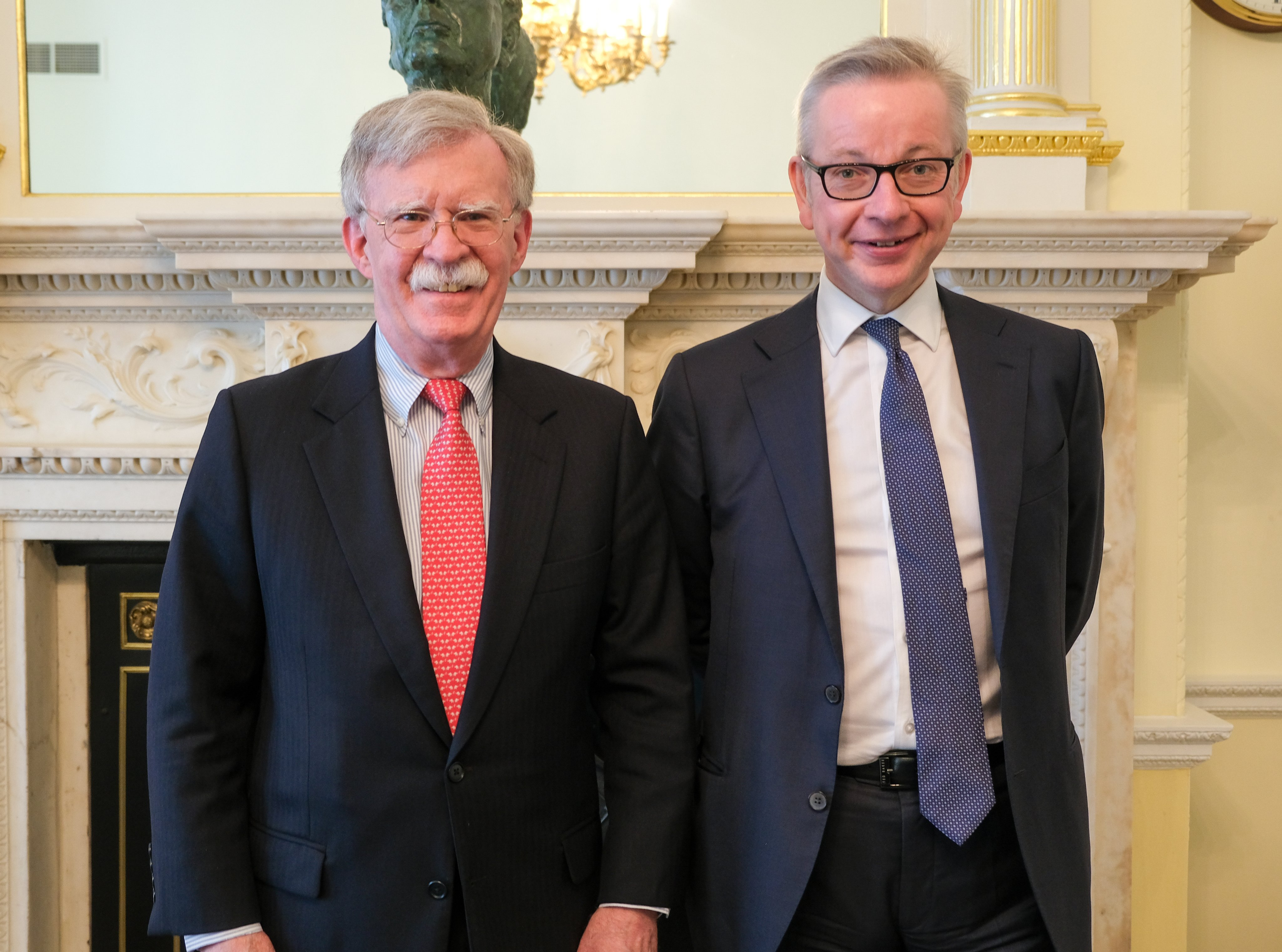
2019年8月，戈夫与美国国家安全顾问约翰·博顿

鮑里斯·約翰遜當選首相後，戈夫被任命為兰开斯特公爵领地事务大臣，法律上代表英王的另一身份蘭開斯特公爵。 其他分工还有：无协议脱欧的准备工作、监督宪法事务、维护联合王国的完整性，并对所有内阁办公厅的政策进行监督。 但戈夫被排除在国家安全委员会之外，理由是首相希望内阁工作能更为精简高效。 戈夫也是开展 "黄鹦鹉行动 "的核心人物，该行动是针对无协议脱欧可能性的民事应急计划。
2019年7月28日，戈夫在《星期日泰晤士报》上撰文说，无协议脱欧是 "一个非常真实的前景"，政府正在 "基于这个假设 "开展工作。 8月，戈夫说，欧盟 "拒绝就新的退欧协议进行谈判 "是 "错误并可悲的"。 当月，一份黄鹦鹉行动的内阁文件遭泄露，预测无协议脱欧将导致食品、药品和汽油短缺。戈夫说，泄露的文件概述的是 "最坏情况"。 2019年9月，戈夫接受采访时拒绝透露政府是否会遵守旨在阻止无协议脱欧的立法。
在2019年英国下议院议长选举中，戈夫提名工党议员克里斯·布莱恩特取代约翰·伯考。
2019年大选电视辩论准备工作中，戈夫通过扮演工党领袖杰里米·科尔宾角色来帮助约翰逊。. 戈夫提出在第四台关于环境问题的辩论中代替约翰逊出场，但第四台新闻的编辑说，辩论只对政党领袖开放。
2020年2月13日，内阁大改组，戈夫接下内阁办公厅大臣的兼职。
在第一次COVID-19大流行封控期间，戈夫在ITV的《早安英国》节目中说，父母离婚或分居的儿童不能在父母两家之间移动，这引起了人们的困惑。他后来道歉并澄清说他所说的并非如此。 当约翰逊COVID-19检测呈阳性而自我隔离后，戈夫从2020年3月27日开始在大流行的每日简报会上代替约翰逊， 直到戈夫也因一名家庭成员出现COVID-19症状后自我隔离。
2020年5月，戈夫的妻子在社交网络上分享一张照片，人们发现背景的书架上有一本大屠杀否认者大卫·艾文的书，以及《钟型曲线》一书，该书有争议地声称智力是高度可遗传的，不同种族的智商中位数不同。 照片中的另一本书是道格拉斯·穆雷的《欧洲的奇怪死亡》，据《卫报》报道，该书引用了前卫生大臣以诺·鲍威尔的观点，主张保护欧洲的基督教白人免受 "外来者 "的影响。 戈夫被批评。
在约翰逊说英国将于2020年10月结束与欧盟的贸易谈判后，戈夫表示，如果欧盟在包括渔业准入在内的问题上做出改变，大门 "仍然是敞开的"，"我们希望欧盟会改变他们的立场，我们当然不是说如果他们真的改变立场，我们还不与他们谈。"
戈夫是由约翰逊首相、财政大臣里希·苏纳克和卫生大臣马特·汉考克组成的内阁委员会的成员，该委员会负责决定应对COVID-19大流行。还主持其一个分委员会。 2020年11月24日，戈夫主持的内阁简报室会议，与英国各构成国政府的领导人们商定了一套圣诞节期间适用于全国的社交规则。规则允许最多三个家庭在12月23日至27日间组成一个 "旅行泡泡"， 但在发现COVID-19的变异菌株Alpha后，伦敦和东南英格兰恢复社交限制，而英格兰其他地区则被缩短为一天。
根据2020年12月英格兰所有级别的COVID-19限制条款，法律上只允许酒吧在提供酒精饮料的同时提供实质性餐食。戈夫最初说，这不包括苏格兰蛋，他在多个场合将其定义为 "开胃菜"（尽管他说 "如果有餐桌服务，这将算作实质性一餐"）；然而他后来反悔了，表示"我确实认识到这是一份实质性餐食"。
戈夫与欧盟委员会副主席马罗什·谢夫乔维奇共同担任欧盟-英国伙伴关系理事会主席。 2020年12月8日，经过与谢夫乔维奇10个月的会谈， 英欧双方达成了一项协议，其中包括英国脱欧后的爱尔兰边境安排。因此，英国政府决定废除《内部市场法》中可能导致英国违反国际法的部分条文。 2021年3月1日，大卫·弗罗斯特接替戈夫成为伙伴关系理事会英方主席。
2021年5月，戈夫携子赴葡萄牙波尔图观看2021年欧洲冠军联赛决赛，支持切尔西；此行后，NHS的测试和追踪系统提醒戈夫有可能接触到COVID-19，需要他进行自我隔离。戈夫没有按规定进行十天的自我隔离，而是参加了一个旨在调查测试效果的试点计划，这样他只自我隔离了一天，并在一周时间内每天接受病毒测试即可。
在2021年6月由良法项目提交给高等法院的一个案件中，人们发现政府未经招标将COVID-19合同授予戈夫和多米尼克·卡明斯（当时约翰逊的首席顾问）的长期伙伴所拥有的民调公司，戈夫在这其中有非法行为。
2021年7月，作为政府加强联盟战略的一部分，戈夫被安排了格拉斯哥的兼职工作。

### 地方发展、社区及住房大臣（2021－2022年）
2022年7月6日，高文浩呼籲鮑里斯·約翰遜辭去首相職務，旋即鮑里斯·約翰遜解除了高文浩的地方发展、社区及住房大臣職務。 戈夫被解雇后，一位唐宁街消息人士称他是一条“蛇”。

## 政治观点

### 政治哲学
戈夫一般被认为是结合了社会自由主义的观点 - 例如：关于同性恋婚姻、种族和社会流动性 - 对外交事务具有更强烈的欧洲主义和新保守主义立场。他表示认为，国家一般不应干涉他国内政，并证明在某些事项个人自由受到侵犯。他反对2006年身份证法案，称为28条“废话”。戈夫认为“社会唯一可持续的伦理基础是相信每个人的先天价值和尊严。”在2012年5月的列文森调查之前提供证据，戈夫说他是“那些说我们应该在立法和订立规章之前认真思考的人是可耻的，因为哭泣‘某些事不得不做’经常导致人们做某些不总是明智的事情。”
在2008年保守党年会期间，戈夫认为18世纪的哲学家、评论有机团结和法国大革命的埃德蒙·柏克是最伟大的保守派。当被问及如何评价那些相信“马克思是一直是正确的”的人时，他回答说，那些人有罪，他们无视中央计划经济体系带来的特权者的滥用和绝大多数人的贫困，并批评历史学家埃里克·霍布斯鲍姆说，“只有当霍布斯鲍姆为自己服务于邪恶意识形态的一生痛哭流涕时，他才会值得一听。”

### 对欧盟的看法
2016年10月，彭博新闻指出，英镑的表现甚至比阿根廷比索领先一个卫报编辑记录，不管发生什么，戈夫和他的同行们能青史留名，因为英镑甚至比黑色星期三或者苏格兰皇家银行和哈里法克斯银行崩溃之后更疲软。

### 对全国医疗服务（NHS）的看法
戈夫与几位保守党议员合作撰写了《直接民主：新模范党的议程》（2005年）。这本书说，全国医疗服务“不能满足公众的期望”，并呼吁将其废除并以个人健康帐户代替。2015年戈夫摔断了脚。他的妻子Sarah Vine不正确地在她的每日邮传栏中抱怨说，他通过NHS为他的脚派X光片，因为NHS不在周末为轻伤的夫妇单位提供服务设施。

### 外交政策
《金融时报》将戈夫称之为“强大的新保守主义信徒”。他建议入侵伊拉克将给伊拉克和更广泛的中东带来和平与民主。2008年12月，他写道，宣告2003年伊拉克战争的胜利或失败为时尚早，伊拉克的解放是外交政策的成功。
伊拉克的解放实际上是最罕见的事情 - 英国外交政策的成功。明年，当世界经济陷入衰退时，伊拉克可能享受10％的GDP增长。在阿拉伯中东独立，它现在是一个充分运作的民主国家，有自由的新闻，适当竞争的选举和独立的司法机构...逊尼派和什叶派在议会中争夺权力，而不是在街头战斗中。伊拉克人民的聪明才智、理想主义和智慧现在可以在自由社会中找到一个空间，而不是像几十年来一样，只能在一个法西斯共和国的恐惧中生存。
巴基斯坦裔记者塔里克·阿里曾经回忆起，在伊拉克战争时期，他“如何在电视上与这个可怕的戈夫辩论，并且发现他比美国的大多数布什支持者更糟。”
2013年8月，戈夫在保守党-自民党叛乱者挫败政府报复叙利亚政府使用化学武器袭击叙利亚的动议的辩论时被国会同事呼吁冷静下来，他喊道：“一个耻辱，你是一个耻辱！”他后来声称他正在对工党议员庆祝投票结果的方式作出反应。
迈克尔·戈夫描述自己是“一个骄傲的犹太复国主义者”，并支持联合犹太以色列上诉的筹款活动。
历史学家威廉·达尔里普尔(William Dalrymple), 为泰晤士报审查戈夫的书《Celsius 7/7》, 认为戈夫的中东知识是伯纳德·刘易斯观点的衍生品。戈夫区分了伊斯兰教的“伟大的历史信念”，他说它“为数百万人带来了精神营养”；和伊斯兰主义，一种“极权主义意识形态”，变成“地狱暴力和压迫”，把伊斯兰主义比作纳粹主义和共产主义。

### 对第一次世界大战一百周年的看法
2014年1月，在一篇关于第一次世界大战一百周年的争议性文章中，戈夫攻击了第一次世界大战的学术和电视解释，是“过时的左翼版本，旨在贬低英国及其领导人。”
戈夫的一些关键观点被他的引用者所拒绝。戈夫批评了剑桥大学教授理查德·埃文斯爵士说他的观点更像是一个本科生的愤世嫉俗在一个也于戏剧俱乐部表演。相对的，他敦促人们倾听牛津大学的玛格丽特·麦克米伦。麦克米伦回答说，“我同意戈夫先生所说的一些话，但他错误地把神话误解为对历史的对立解释。我没有说，正如戈夫认为的那样，第一次世界大战中的英国士兵正在自觉地为西方自由主义秩序而战斗。他们只是捍卫自己的家园，与德国军国主义战斗。”伊万斯说，戈夫的攻击是“无知的”，什么人能说英国人是为争取自由？因为他们的主要盟友是沙皇俄国。 杰里米·派克斯曼说，戈夫在第一次世界大战的主题上“故意误导”伊万斯。

### 对死刑的看法
在1997年，戈夫刊文支持绞刑，这在1965年在英国废除了，后来他没有再重复这样的观点。在这篇发表在《泰晤士报》的文章中，戈夫认为：“如果我在被告席上独自一人，我不想在我们有缺陷的法庭面前被起诉，因为知道我的自由可能因政治压力而失去。我宁愿在套索的阴影下被公正的审判。”

### 其他观点
在2013年，戈夫说，他是托尼·布莱尔的“大粉丝”，并认为自己是这位前工党首相的继承人。
戈夫建议花费6000万英镑购置新皇家游艇的建议于2012年1月被公开。副首相尼克·克莱格批评了这个主意，称为“奢侈浪费”。
戈夫认为，苏格兰应该继续是英国的一部分，认为苏格兰的优势与英国其他地区的优势可以互补。
他不相信美国的“在当今世界上的地位与当年的帝国的权力类似，因为我们了解帝国的权力是什么样子”。在深切批评纳粹德国和苏联时，戈夫认为，“也有更良性的帝国，我认为最突出的就是的英国。”
2014年3月，他描述了老伊顿人聚集在保守党高层中的现象是“可笑的，我不知道你在哪个在其他发达经济体可以找到类似的情况。”

### 宗教观点
2012年，戈夫在威斯敏斯特公学对学生们说“为自己是基督徒而自豪”。在流浪者對凯尔特人足球赛前演唱饥荒歌时，在场人们的“反天主教咆哮”引发关注，戈夫将苏格兰的弱势群体受到的保护归功于枢机主教凯斯·奥布莱恩的智慧，同时对Kirk中没有类似的人物感到遗憾。
戈夫支持向英格兰和威尔士的所有学校提供王译本（扉页题写“教育大臣敬献”）以纪念该书出版400周年，他说他支持这个计划是因为其中的历史和文化意义，而不是纯粹的宗教理由。

## 流行文化
戈夫是格兰扁电视问答节目《顶级俱乐部》的获胜团队成员之一。 在1995年拍摄的家庭喜剧片《午夜盛宴》中，戈夫扮演学校牧师的角色。
戈夫在2019年HBO和第四台的电视剧《脱欧：无理之战》中由演员奥利弗·马特曼扮演。
在2020年的《Spitting Image》中，戈夫的木偶被赋予了 "炯炯有神的眼睛、大耳朵和鼓鼓的脸颊"的特征 。

## 私人生活
戈夫与妻子Sarah Vine相识于1998年，是《泰晤士报》的同事， 戈夫时任社论编辑，Vine时任艺术编辑，2001年10月两人结婚，  2003年诞下一女， 2004年儿子降生。 2021年7月，一份代表戈夫和维恩的联合声明说，他们已经同意分开，并且“正在敲定他们的离婚协议。”
2009年戈夫曾感染H1N1猪流感。
戈夫是女王公园巡游者足球俱乐部的支持者。
2021年8月，戈夫被拍到在阿伯丁一家夜总会 "欢快地 "跳舞。据称，戈夫曾试图通过说明自己是兰开斯特公国大臣来逃避5英镑的入场费。戈夫的朋友否认他曾试图逃避付款。
2022年1月10日，戈夫在准备参加英国广播公司广播四台《今日》节目时，被困在大楼的电梯里约30分钟。